# Louis Rubaud
Louis Rubaud, né le 9 octobre 1917 à Dol-de-Bretagne en Ille-et-Vilaine, mort le 30 juin 1990 à Toulon, est un sous-officier charpentier de la Marine nationale qui s'engage dans les Forces françaises libres pendant la Seconde Guerre mondiale.
Il se distingue à de nombreuses reprises, dans la guerre du Désert, à Bir Hakeim, dans la campagne d'Italie, la bataille des Vosges, la bataille d'Alsace, et l'Authion. Il est Compagnon de la Libération.

## Biographie

### Jeunesse, engagement dans la Marine
Louis Ambroise Joseph Rubaud naît à Dol-de-Bretagne en Ille-et-Vilaine le 9 octobre 1917,. Il est le fils d'un employé des Chemins de fer et passe son certificat d'études primaires, puis devient menuisier.
Il s'engage dans la Marine nationale en janvier 1937 comme matelot charpentier. Il est affecté sur le croiseur Jeanne d'Arc jusqu'en juillet 1939.

### Seconde Guerre mondiale, combats avec la France libre
Au début de la Seconde Guerre mondiale, Louis Rubaud sert sur le cuirassé Paris. Lors de la déroute de juin 1940, le Paris est évacué vers l'Angleterre, à Portsmouth, où il est saisi par les Anglais.
Après l'Appel du 18 Juin par le général de Gaulle, Louis Rubaud choisit d'y répondre pour continuer le combat. Il s'engage dans les Forces françaises libres le 1er juillet 1940. Le 1er bataillon de fusiliers marins (1er BFM) est en cours de formation, il y est incorporé et devient donc fusilier marin.
Avec le 1er BFM, Rubaud prend part à la bataille de Dakar en septembre 1940, et à la campagne du Gabon en novembre suivant. Il part ensuite au Moyen-Orient pour la campagne de Syrie en juin 1941.
Il participe ensuite à la guerre du Désert, comme quartier-maître de 1re classe et chef de pièce de DCA. Il s'illustre particulièrement à El Telim en Libye le 5 avril 1942 et à la bataille de Bir-Hakeim en mai-juin 1942.
Promu second maître, il se distingue encore à la campagne d'Italie de mai à juin 1944. Il participe ensuite au débarquement de Provence et août 1944 puis aux combats pour la libération de la France.
À la bataille des Vosges il permet de faire des prisonniers le 27 septembre 1944. Au cours de la bataille d'Alsace, en patrouillant le 28 novembre 1944 près de Masevaux, il prend l'initiative, sous le feu adverse, de faciliter le passage de l'infanterie alliée jusqu'à Sickert.
Il termine la guerre dans les Alpes, à la bataille du massif de l'Authion du 10 au 13 avril 1945, où avec un effectif à moitié anéanti, il permet quand même l'avance des chars vers Cabanes-Vieilles, Plan Caval et Giabiella, puis à Ventabren il sauve un officier de char, et est blessé lui-même.
Il est créé Compagnon de la Libération par le décret du 12 juin 1945.

### Après-guerre
Après la fin de la guerre, Rubaud est promu maître et choisit de continuer à servir la Marine. Il est affecté sur de nombreux navires successifs, et prend sa retraite de premier maître charpentier en septembre 1962.
Louis Rubaud passe sa retraite à La Crau dans le Var, dans un logement qu'il s'est trouvé en 1948, près du béal au bord duquel il avait combattu. Au début de sa retraite, il travaille comme menuisier pour une entreprise locale. Il meurt le 30 juin 1990 à Toulon, et est enterré à La Crau.

## Hommages et distinctions

### Distinctions
Les principales distinctions de Louis Rubaud sont :
- Chevalier de la Légion d'honneur ;
- Compagnon de la Libération, par décret du 12 juin 1945 ;
- Médaille militaire
- Croix de guerre 1939-1945, avec trois citations ;
- Médaille de la Résistance ;
- Médaille commémorative des services volontaires dans la France libre.

### Autres hommages
- Son nom figure sur la grande stèle commémorative des compagnons de la Libération, au musée de l'Armée, à Paris.